# Хардинг, Ричард
Ри́чард Ха́рдинг (англ. Richard Harding) — шотландский кёрлингист.
В составе мужской сборной Шотландии участник двух чемпионатов мира (лучший результат — бронзовые призёры в 1977) и чемпионата Европы 1977 (серебряные призёры). Двукратный чемпион Шотландии среди мужчин.
Играл на позиции первого.

## Достижения
- Чемпионат Шотландии по кёрлингу среди мужчин: золото (1977, 1987).

## Команды
| Сезон   | Четвёртый       | Третий          | Второй        | Первый         | Турниры                      |
| ------- | --------------- | --------------- | ------------- | -------------- | ---------------------------- |
| 1976—77 | Кен Хортон      | Уилли Джеймисон | Кит Дуглас    | Ричард Хардинг | ЧШМ 1977 · ЧМ 1977           |
| 1977—78 | Кен Хортон      | Уилли Джеймисон | Кит Дуглас    | Ричард Хардинг | ЧЕ 1977                      |
| 1986—87 | Грант Макферсон | Хэмми Макмиллан | Роберт Уилсон | Ричард Хардинг | ЧШМ 1987 · ЧМ 1987 (8 место) |

(скипы выделены полужирным шрифтом)